# Mesamphiagrion
Mesamphiagrion là một chi chuồn chuồn kim trong họ Coenagrionidae.

## Các loài
Mesamphiagrion có 10 loài:
- Mesamphiagrion demarmelsi (Cruz, 1986)
- Mesamphiagrion dunklei von Ellenrieder & Garrison, 2008
- Mesamphiagrion ecuatoriale von Ellenrieder & Garrison, 2008
- Mesamphiagrion gaianii (De Marmels, 1997)
- Mesamphiagrion laterale (Selys, 1876)
- Mesamphiagrion occultum (Ris, 1918)
- Mesamphiagrion ovigerum (Calvert, 1909)
- Mesamphiagrion risi (De Marmels, 1997)
- Mesamphiagrion tamaense (De Marmels, 1988)
- Mesamphiagrion tepuianum (De Marmels, 1997)